# Kopań (naczynie)

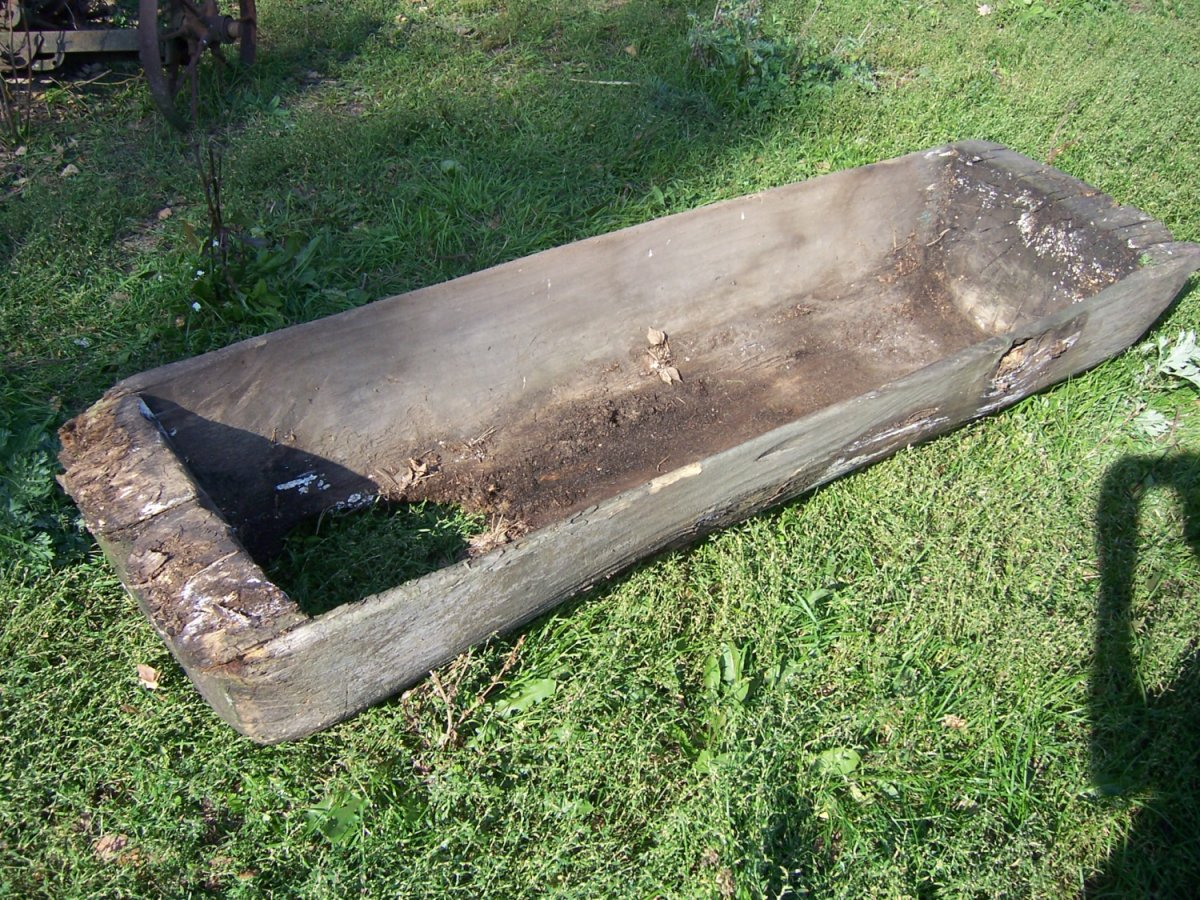
Stara zniszczona kopań długości ok. 2 metrów

Kopań – duże podłużne naczynie, niecka. Kopań służyła w gospodarstwie domowym do przechowywania zapasów żywności, np. solonego mięsa.
Mała kopańka była naczyniem kuchennym; zagniatano w niej ciasto do wypieków, wyrabiano kluski itp.
Kopań była wykonana z jednego, rozszczepionego pnia lipy lub osiki.
Na Kujawach tego typu niecki nazywano kopankami.